# A Tale of Two Cellos
A Tale of Two Cellos es un CD de música clásica de veintiún dúos para dos violonchelos y piano (o arpa), que van desde el siglo XVI, Monteverdi, al siglo XXI, Arvo Pärt. La grabación cuenta con cellists Julian Lloyd Webber y su esposa Jiaxin Cheng, así como el pianista John Lenehan, la arpista Catrin Finch y dos exganadores del BBC Young Musician of the Year, Guy Johnston y Laura van der Heijden. Fue lanzado por Naxos Records en septiembre de 2013.

## listado de canciones
1. Camille Saint-Saëns | Ave Maria
2. Astor Piazzolla | The Little Beggar Boy (Chiquilin de Bachin)
3. Claudio Monteverdi | Interrotte Speranze
4. Dmitri Shostakovich | Prelude from The Gadfly
5. Gustav Holst | Hymn to the Dawn Op 26 No 1 (arr. for four cellos and harp)
6. Roger Quilter | My Lady (Greensleeves)
7. Anton Rubinstein | The Angel, Op 48, No 1
8. Antonín Dvorák | The Harvesters, Op 38, No 3
9. William Lloyd Webber | Moon Silver
10. Robert Schumann | Summer Calm (Sommerruh)
11. Giovanni Pergolesi | Dolorosa (Stabat Mater)
12. Antonín Dvorák | Autumn Lament, Op 38, No 4
13. Reynaldo Hahn | If my songs were only wingèd
14. Serguéi Rajmáninov | The Waves are Dreaming, Op 15, No 2
15. Henry Purcell | Lost is my quiet for ever
16. Antonín Dvorák | The Modest Lass, Op 32, No 8
17. Robert Schumann | Evening Star (An den Abendstern) Op 103, No 4
18. Ethelbert Nevin | O that we two were maying
19. Joseph Barnby | Sweet and Low
20. Roger Quilter | Summer Sunset
21. Arvo Pärt | Estonian Lullaby

### Intérpretes
1. Julian Lloyd Webber violonchelo
2. Jiaxin Cheng  violonchelo
3. John Lenehan piano
4. Catrin Finch arpa
5. Guy Johnston  violonchelo
6. Laura van der Heijden  violonchelo